# 11773 Схаутен
11773 Схаутен (11773 Schouten) — астероїд головного поясу, відкритий 17 жовтня 1977 року.
Тіссеранів параметр щодо Юпітера — 3,327.
Названо на честь Віллема Схаутена (нід. Willem Cornelisz(oon) Schouten, 1567–1625) — знаменитого голландського мандрівника-мореплавця.